# Ponte São Francisco–Oakland Bay

Pontes que cruzam a Baía de São Francisco.

A San Francisco-Oakland Bay Bridge, mais conhecida como Bay Bridge ("Ponte da Baía", em inglês), é um complexo de pontes no estado americano da Califórnia, que liga as cidades de São Francisco e Oakland, e tem dois andares para o tráfego terrestre. A ponte é dividida em duas partes, sendo que seu percurso é dividido pelo túnel que passa pela Ilha de Yerba Buena, em meio à Baía de São Francisco. 
A ponte original, construída como ponte pedágio de dois andares durante os anos da Corrida do Ouro, foi projetada por Charles H. Purcell e inaugurada em 1936, seis meses antes da Ponte Golden Gate. Originalmente, transportava automóveis particulares em seu andar superior e veículos de carga no andar inferior. Posteriormente, o andar inferior foi adaptado para veículos em geral. Em 1986, esta ponte foi dedicada em memória de James Rolph.
Em 2002, iniciou-se a construção de uma segunda ponte, ao lado do primeiro segmento original (o segmento entre o continente---da cidade de Oakland---à Yerba Buena Island). Este novo trecho, que os habitantes locais apelidaram de "New Bay Brigde", substitui um importante trecho destruído durante o terremoto de Loma Prieta, em 17 de outubro de 1989, quando uma seção de 30 metros da pista superior desabou. O novo trecho conta com apenas um andar para tráfego, com pistas de mão opostas correndo paralelamente. A construção foi concluída em 2 de setembro de 2013, com custo total de 6.5 bilhões de dólares.
Na ponte não é permitido transitar a pé, com bicicletas, com veículos movidos por animais ou que transportam artigos restritos e nem com motocicletas com menos do que 250 cc.
A ponte foi designada, em 13 de agosto de 2001, uma estrutura do Registro Nacional de Lugares Históricos.

## História

### Antecedentes
A cidade de São Francisco, na desembocadura da Baía homônima, era a localização perfeita para a Corrida do Ouro, o que de fato veio a ocorrer e gerar seu desenvolvimento. Basicamente, todos os bens produzidos na região eram transportados por via marítima. Porém, após a construção da primeira ferrovia transcontinental em 1869, São Francisco acabou isolada tecnicamente do fluxo comercial, agora concentrado do lado oposto da Baía. O temor dos investidores locais era de que a cidade perdesse seu status como centro regional de comércio. O conceito de uma ponte cruzando a Baía de São Francisco passou, desde então, a ser considerado. Inúmeros artigos de jornais durante a década de 1870 discutiam e incutiam a ideia. No início de 1872, um "Comitê para a Ponte da Baía" foi estabelecido com planos de construir um ponte ferroviária. Em abril do mesmo ano, por publicações oficiais, a ideia passou a ganhar força e mais adeptos.
O controverso "Imperador" Norton, como tornou-se conhecido, foi um dos defensores da construção da ponte, ainda que de forma jocosa. Assim como a maioria de sua ideias excêntricas, o "decreto" para construção de uma ponte atraiu grande atenção da imprensa. Ainda assim, a construção permanecia uma ideia remota por conta dos fundos presumíveis. Em 1921, mais de quatro décadas após a morte de Norton, a construção de um túnel foi considerada, porém decaiu por desconsiderar o tráfego de automóveis. Com a crescente popularidade do automóvel, a construção de uma ponte voltou a tomar conta das discussões políticas locais. Em 1929, a Legislatura Estadual da Califórnia criou uma organização para tratar dos assuntos da futura ponte.
Visando reduzir os custos e mão-de-obra, a ponte foi projetada para cortar a Ilha de Yerba Buena (anteriormente chamada "Ilha da Cabra"). À época, a Ilha de Yerba Buena abrigava uma base naval, desativada em 1997. Portanto, foi necessária aprovação do Congresso dos Estados Unidos para que o projeto da ponte incluísse um trecho sobre a ilha, então de propriedade das Forças Armadas estadunidenses. Em 20 de fevereiro de 1931, o governo da Califórnia recebeu tal autorização para incluir a ilha no trajeto da ponte.

### Construção
A construção foi chefiada por Ralph Modjeski, um engenheiro americano de ascendência polonesa. A construção teve início em 9 de julho de 1933. Por fim, 24 operários morreram durante a construção. O maior desafio de engenharia se desenrolou na construção do vão oeste da ponte, interligando São Francisco e a Ilha de Yerba Buena, já que foi necessário o desenvolvimento de novas tecnologias de fundação. Um vão principal único de 1.2 km de extensão chegou a ser considerado, mas descartado por exigir muita estruturação e uma redução no tabuleiro final na margem de São Francisco, afetando também a visibilidade para embarcações e maiores custos. A solução foi erguer uma enorme estrutura de sustentação de concreto no trecho entre São Francisco e a ilha.
A leste da Ilha de Yerba Buena, o trecho sobre a Baía de Oakland estende-se por 3.1 km, sendo uma combinação de ponte cantilever dupla, ponte treliçada em cinco seções e uma causeway treliçada simples, constituindo a maior ponte deste estilo à época. À época, o trecho em cantilever foi considerado o maior nos Estados Unidos e o terceiro maior em todo o mundo.
Grande parte do vão leste é fundado sobre madeira trabalhada. Por conta do solo profundo da baía, não seria proveitoso alcançar o leito, apesar dos níveis atingidos na lama serem consideravelmente firmes. Longos pilares de madeira foram produzidos a partir de troncos de abeto de Douglas, considerado apropriado para o uso no terreno lamacento da baía.
Túnel de Yerba Buena
O Túnel de Yerba Buena conecta as duas seções da ponte, possuindo 23 metros de largura, 18 metros de altura e 160 metros de extensão. É o maior túnel perfurado do mundo em diâmetro.

### Inauguração
A ponte foi inaugurada em 12 de novembro de 1936 às 00:30 horário local. Entre os presentes, estavam o então Presidente Herbert Hoover, o senador William G. McAdoo e o então Governador da Califórnia, Frank Merriam. Merriam abriu oficialmente a ponte em cerimônia solene.
O custo total da construção foi de 77 milhões de dólares. Antes da inauguração, uma cerimônia religiosa foi conduzida pelo então Cardeal Secretário de Estado Eugenio Pacelli, que viria a tornar-se o Papa Pio XII. Por serem, de fato, duas pontes interligadas, os vãos a oeste foram classificados como "segunda" e "terceira" mais extensas pontes suspensas. Somente a Ponte George Washington, no outro lado do país, possuía um vão entre torres maior.
Como parte das celebrações, um moeda comemorativa foi produzida pela Casa da Moeda de São Francisco. Uma moeda de cinquenta cents, a face continha um urso pardo, o animal símbolo da Califórnia, enquanto o verso apresentava uma figura da própria ponte sobre as águas da baía. Um total de 71.424 moedas foram cunhadas em homenagem à inauguração da ponte.

## Sismo e reformas

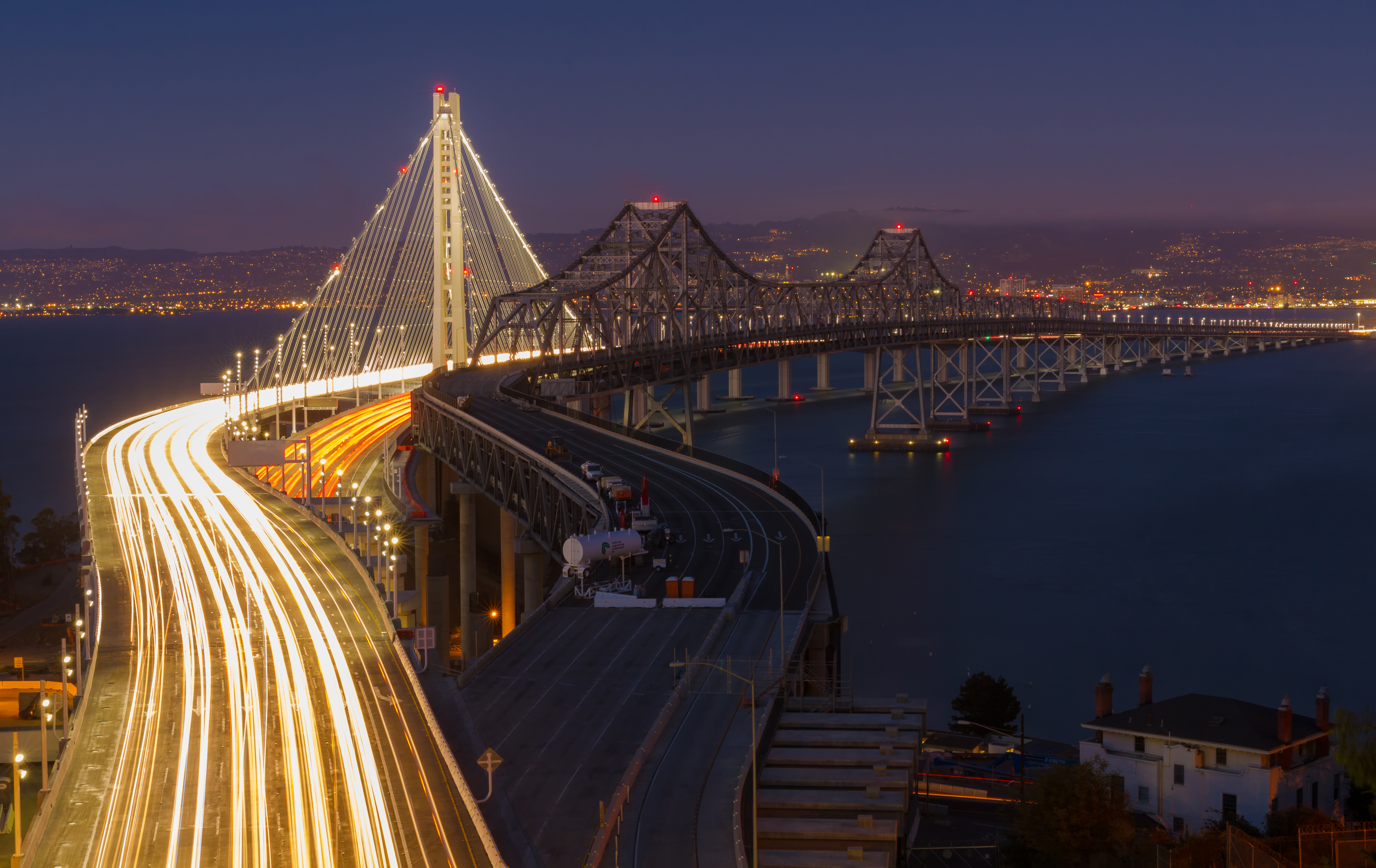
Vão oriental da Ponte São Francisco-Oakland. O novo (à esquerda) e o antigo vão (à direita), 2013.

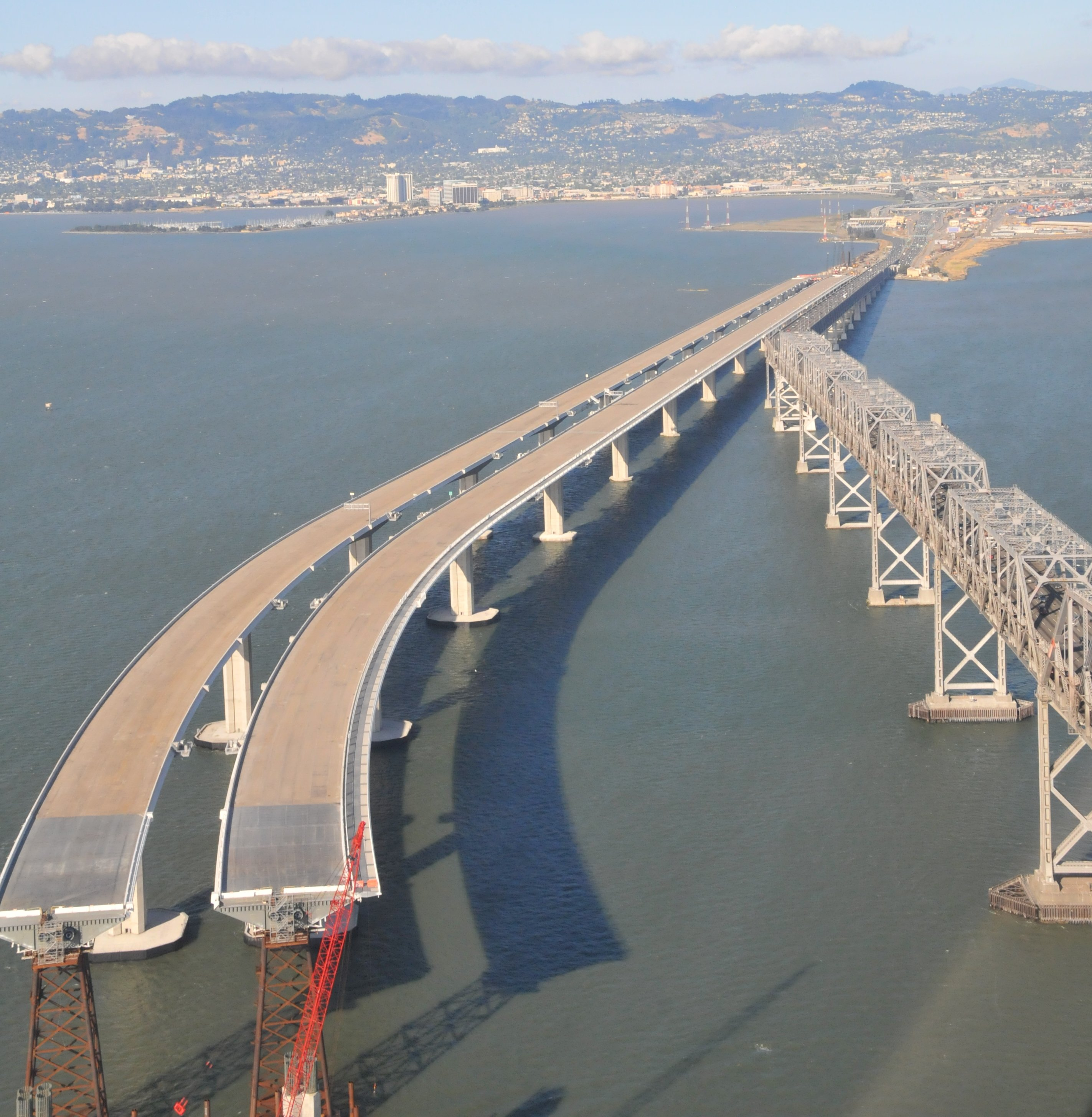
Novo vão da Ponte São Francisco-Oakland em construção, maio de 2008.

Durante a noite de 17 de outubro de 1989, o Sismo de Loma Prieta, de magnitude 6.9, fez desabar um trecho de 15 metros de extensão do andar superior da ponte, causando uma morte. A ponte foi fechada por mais de um mês para reformas e análises. Em 18 de novembro do mesmo ano, a ponte seria reaberta para o tráfego. O pavimento mais leve do trecho substituído, no entanto, destacava do restante em fotografias aéreas e mais apuradas. 

### Reforço anti-sísmico
O vão suspenso oeste passou por profundas reformas anti-sísmicas. Durante tais reformas, grande parte da estrutura de metal sustentando o tabuleiro da ponte foi substituída com tráfego ainda aberto. A equipe de engenharia responsável pela reforma empregou o mesmo plano utilizado na reconstrução do "Chicago Skyway".
Toda a estrutura da ponte foi fabricada com uso de rebites de aço quentes, que não sofrem impacto térmico e permanecem suaves. Análises comprovaram que tal medida poderia falhar sob extrema pressão. Portanto, a maioria dos rebites foram removidos a marteladas e substituídos por parafusos e porcas fabricados sobre alta pressão. A maioria das novas peças possuem cabeça abobadada voltadas para o sentido do tráfego, fazendo parecer com que os rebites foram removidos. Tal trabalho foi realizado de forma meticulosa, pois o aço da estrutura foi tratado com tinta à base de chumbo durante várias décadas, sendo esta removida e substituída durante as reformas.

### Substituição do vão leste
Por inúmeras razões, o vão leste da ponte teve de passar por profundas reformas a ponto de substituí-lo por uma nova estrutura.
O novo vão passou por várias mudanças físicas, tanto progressivas como regressivas, com o aumento de custos e dívidas de contratantes. O projeto final incluía uma ponte suspensa de torre única, partindo da Ilha de Yerba Buena e formando um alto viaduto decrescente até a costa de Oakland. O projeto previa ainda ciclovias no lado sul do tabuleiro. 
O vão original foi fechado para o tráfego em 28 de agosto de 2013, e o vão provisório aberto em cinco dias.
Na semana do Dia do Trabalho de 2009, uma fissura foi encontrada numa seção dos cabos de suspensão da ponte, levando à seu fechamento para análises. Lidando paralelamente com as reformas, o Departamento de Transportes da Califórnia (Caltrans) e seus contratantes e contratados, produziram e supriram a equipe com o equipamento necessário para a reforma do cabo atrasando sua abertura em apenas meio-dia. Os reparos não foram, contudo, inspecionados pela Administração Federal de Estradas, que baseou-se em relatórios do próprio governo estadual para garantir que as diretrizes de segurança haviam sido alcançadas.
Em 27 de outubro de 2009, durante a noite, uma viga e dois tirantes de aço reparados no feriado anterior romperam-se e chocaram com o tabuleiro superior da ponte. A causa foi atribuída à vibração do metal e ao intenso tráfego de veículos combinados com a força do vento (90 km/h no dia), causando falha de uma haste, que se rompeu, e, em seguida, levou à seção de metal a desabar. Ao menos, três veículos que transitavam no momento foram atingidos, sem deixar acidentados. Em 1 de novembro, a Caltrans anunciou que a ponte seria fechado para novas reformas e avaliações. A ponte foi reaberta em 2 de novembro de 2009.